# Woltman
Woltman är en tysk ångbogserare, som byggdes av Gebrüder Sachsenberg, Rosslau an der Elbe i Tyskland 1904 för Hamburgs hamn. Hon tjänstgjorde till 1976 i Cuxhaven, varefter hon såldes till Nederländerna. Hon kom tillbaka till Tyskland 1984. Hon renoverades 1997–2004.
Woiltman är idag museifartyg i Hamburg och ingår i Museumshafen Oevelgönnes samling.